# اختبار ديريكليه
في الرياضيات، اختبار ديريكليه (بالإنجليزية: Dirichlet's test)‏، هو اختبار يستعمل من أجل معرفة هل متسلسلة ما تتقارب أو تتباعد. يسمى هذا الاختبار هكذا نسبة إلى عالم الرياضيات الألماني يوهان بيتر غوستاف لوجون دركليه. نُشر بعد وفاته في عام 1862 في مجلة الرياضيات البحتة والتطبيقية.

## النص
ينص الاختبار على أنه إذا كانت {\displaystyle \{a_{n}\}} متتالية من الأعداد الحقيقية و{\displaystyle \{b_{n}\}} متتالية من الأعداد العقدية تحققن
- {\displaystyle \{a_{n}\}} is متتالية تناقصية[1]
- {\displaystyle \lim _{n\to \infty }a_{n}=0}
- {\displaystyle \left|\sum _{n=1}^{N}b_{n}\right|\leq M} مهما كان العدد الصحيح الطبيعي N

حيث M ثابتة ما, فإن المتسلسة
{\displaystyle \sum _{n=1}^{\infty }a_{n}b_{n}}
تتقارب.